# Etsuko Kozakura
Etsuko Kozakura (jap. 小桜 エツ子 Kozakura Etsuko; właściwie Kumi Uchino (jap. 内野 久美 Uchino Kumi), ur. 22 lutego 1971 w Mizuho) – japońska seiyū i aktorka dubbingowa. Jej małżonkiem jest Jin Domon, również aktor głosowy.

## Role głosowe
- Trzy małe duszki – Nezumi no Chiiki
- Wróżka z krainy kwiatów – Bitto
- Mikan – pomarańczowy kot – Koringo
- Maluda – Daizu Noyama
- Atashin’chi – Yuri Ishida
- Bomberman B-Daman Bakugaiden – Aobon
- Chi’s Sweet Home – Yamada, Youhei
- Cyberbots: Fullmetal Madness – Princess Devilotte de DeathSatan IX
- Digimon Adventure – Pinocchimon, Hangyomon
- El-Hazard – Alielle
- Gate Keepers – Megane
- Inazuma Eleven – Kappa Kamezaki
- Kaleido Star – Jonathan
- Lucky Star – Female ANIMATE Worker, Tamama (OVA)
- Mirai Nikki – Orin Miyashiro
- Mirmo! – Mirmo
- Nurarihyon no mago – Natto-kozo
- Panyo Panyo Di Gi Charat – Meek
- Pokémon: Diamond and Pearl – Pochama (Piplup)
- Sakura Wars – Coquelicot
- Sgt. Frog – Tamama
- Sonic the Hedgehog series – Omochao
- Sonic X – Cosmo
- Tenchi Muyo! – Ryo-Ohki
- Tokimeki Memorial Girl’s Side: 2nd Kiss – Chiyomi Onoda
- A Tree of Palme – Moo
- Yōkai Watch – Jibanyan
- You’re Under Arrest – Yoriko Nikaido
- Pradawny ląd (japoński dubbing) – Liliput
- Malcolm in the Middle (japoński dubbing) – Dewey

## Nagrody
- 2015: Dziewiąta edycja Seiyū Awards – Nagroda dzieci (Kids / Family Awards)[1]